# اسپروتون
اسپروتون (به انگلیسی: Sproughton) یک روستا و محله مدنی در بریتانیا است که در Babergh واقع شده‌است. اسپروتون ۱٬۳۷۶ نفر جمعیت دارد.